# Tarquinia
Tarquinia – miejscowość i gmina we Włoszech, w regionie Lacjum, w prowincji Viterbo.
Według danych na rok 2004 gminę zamieszkiwało 14 859 osób, 53,3 os./km².
W starożytności miasto etruskie, którego nekropola Monterozzi została umieszczona na liście światowego dziedzictwa UNESCO.
W miejscowości znajduje się stacja kolejowa Tarquinia.

## Miasta partnerskie
- Jaruco
- Rabat